# اللجنة القومية في فلسطين
اللجنة القومية العربية في فلسطين كانت هيئة سياسية شعبية عُليا أسسها الفلسطينيون في أبريل 1936 لتقود الحركة الوطنية الفلسطينية في وجه الانتداب البريطاني والحركة الصهيونية، وقد قادت اللجنة الحركة الوطنية الفلسطينية ثم أعلَنت الثورة الفلسطينية الكبرى ضد الانتداب البريطاني بعد بضعة أسابيع قليلةٍ على تأسيسها، حيث أشرفت على الإضراب العام الذي انتهى لاحقًا بإعلان الثورة.

## التاريخ
تأسست اللجنة القومية العربية في فلسطين وذلك بدايةً من مدينة يافا بتاريخ 21 أبريل 1936، وقد كان للحزب العربي الفلسطيني وحزب الاستقلال الفلسطيني دورٌ بارز في تأسيسها. عقب تأسيسها سرعان ما توسع نشاط اللجنة؛ إذ بعد عدة ساعات فقط من تأسيسها في يافا فقد تأسست في باقي مدن فلسطين الرئيسية كالقدس وحيفا ونابلس وطولكرم وعكا وغيرها العديد.
في 23 مايو 1936 اعتقلت سلطات الانتداب البريطانية أعضاء اللجنة القومية في طولكرم بما فيهم رئيس اللجنة في طولكرم سليم الحاج إبراهيم، الأمر الذي سبب استنكارًا وإضرابًا عامًا في الأراضي الفلسطينية، فرد الفلسطينيون في ذات اليوم بتنفيذ أول معركة مسلحة وذلك قرب قرية بلعا قضاء طولكرم، فتحول الإضراب العام الى ثورة فلسطينية عامة، وأعلنت سلطات الانتداب البريطاني حالة الطوارئ في عموم الأراضي الفلسطينية.
في 8 يناير 1948 فجرت الحركة الصهيونية مقر اللجنة القومية العربية في وسط مدينة يافا، مما أدى إلى مقتل حوالي 70 عربيًا وإصابة العشرات.

## شخصيات بارزة
ضمت قيادة اللجنة القومية في فلسطين مجموعة من الشخصيات السياسية الفلسطينية، منهم:
- سليم الحاج إبراهيم
- روحي الخطيب.
- عبد الحميد شومان.
- صلاح الدين صلاح.
- شكيب دلال.
- عبد الله سمارة.
- سامي طه.
- منير سختيان.